# Discovery Real Time Extra
Discovery Real Time Extra – siostrzany kanał Discovery Real Time. Nadaje te same programy, ale ma inną ramówkę i nadawany jest w rozdzielczości HDTV. Dostępny jest tylko w USA i udostępniany przez Discovery Networks Europe w Wielkiej Brytanii.